# Vanessa myrinna
Vanessa myrinna ist ein Schmetterling (Tagfalter) der Gattung Vanessa aus der Familie der Edelfalter (Nymphalidae) mit zwei disjunkten Verbreitungsgebieten in Südamerika. Der spanische Trivialname lautet Dama fajada.

## Merkmale

### Falter
Beide Geschlechter von Vanessa myrinna sehen gleich aus. Die Falter haben eine Flügelspannweite von 56 bis 60 mm und eine orange-braune Grundfarbe mit schwarzen Flecken. Der Apex (Flügelspitze) der Vorderflügel ist schwarz mit weißen Flecken. In der Submarginalzone der Hinterflügeloberseite verläuft ein breites dunkelbraunes Band ohne Augenflecke, das sie deutlich von anderen Arten ihrer Gattung unterscheidet.

#### Aberrationelymi
Es ist eine seltene Aberration elymi bekannt, die auch bei anderen Arten der Gattung Vanessa vorkommt. Bei dieser fehlt die diskale Flügelzeichnung, die subapikalen dunklen Elemente verschmelzen und sie zeigt eine Reihe mit weißen, submarginalen Flecken. Diese Aberration wird wahrscheinlich durch Kälte während der Puppenphase ausgelöst. Sie wurde als Pyrameis myrinna ab. eunice Hall, 1917 beschrieben.

## Geographische Verbreitung und Lebensraum

### Verbreitung
Vanessa myrinna hat zwei disjunkte Verbreitungsgebiete in Südamerika. Ein nördliches in Teilen von Peru, Ecuador und Kolumbien und ein südöstliches im südäquatorialen und zentralen Brasilien, Ost-Paraguay, Uruguay und der nordöstlichen Ecke von Argentinien.
In Brasilien reicht die Verbreitung der südlichen Population bis in die nördliche Küstenebene von Rio Grande do Sul. In der Serra do Sudoeste ist Vanessa myrinna nicht nachgewiesen. Im Distrito Federal do Brasil und in Montevideo (Uruguay) kommt sie vor. In Argentinien kommt sie in den Provinzen Misiones und Buenos Aires und im Nationalpark Iguazú vor. In Paraguay kommt Vanessa myrinna in den Provinzen Itapúa, Concepción, Amambay, Guairá und Alto Paraná vor.

### Lebensraum
Vanessa myrinna lebt an Waldrändern, in Waldinseln in Savannen und im Urwald von Galeriewäldern.

## Lebensweise
In Paraguay fliegt Vanessa myrinna von Ende April bis Mitte November während des Winters auf der Südhalbkugel.
Die Raupen ernähren sich von Korbblütlern (Asteraceae) der Gattung Achyrocline (Achyrocline flaccida und Achyrocline satureoides).

## Synonyme
- Vanessa myrinna (Doubleday, 1849)
- Pyrameis myrinna Doubleday, 1849
- Vanessa syngenesiae Capronnier, 1874
- Eubagia cocades Burmeister, 1878
- Pyrameis myrinna ab. incarnata Seitz, 1914
- Pyrameis myrinna ab. eunice Hall, 1917
- Pyrameis myrinna ab. merlinde Zikán, 1937
- Dynamine myrinna Schweizer & Webter Kay, 1941
- Dynamine myrinna Hayward, 1950
- Vanessa myrinna Brown & Mielke, 1967